# Sambadù
Sambadù, amore negro è un romanzo scritto da Mura nel 1934.

## Storia editoriale
Una prima versione del romanzo è stata pubblicata, con il mensile Lidel, nel 1930. La versione pubblicata nel 1934, pur essendo il testo dell'opera intriso di riferimenti razzisti, è stato censurato dal regime fascista. La motivazione del provvedimento di censura è causata dalla copertina della prima edizione, realizzata da Marcello Dudovich, in cui una donna bianca abbraccia un uomo di colore. Questa immagine infastidì Mussolini che ne chiese il ritiro da tutte le librerie il 2 aprile 1934 e Arturo Bocchini, capo della polizia, venne severamente rimproverato dal duce stesso. Tali fatti portarono il regime fascista ad apportare delle modifiche alla normativa sull'editoria, rendendola ancora più liberticida e imprimendole un taglio razzista.

## Trama
Silvia Dàino, una vedova appartenente all'alta borghesia di Firenze, intrattiene una relazione passionale con Sambadù Niôminkas, un ingegnere di origini africane ma che è cresciuto in Italia.

## Critica
Secondo Marcello Sorgi, il romanzo è un "perfetto manifesto razzista in salsa rosa". Mura, proprio per tale ragione, non aveva minimamente ipotizzato che la sua opera potesse essere considerata offensiva per il partito fascista. Infatti, la censura di Sambadù sarebbe stata comminata dalla mera visione della copertina da parte di Mussolini.

## Edizioni
- Sambadù, Milano, Sonzogno, 1947, OCLC 936893660.